# CSS (企業)
株式会社CSS(シーエスエス、CSS Corporation)は、北海道札幌市に本社を置く、風力発電所や太陽光発電所の開発・事業運営会社。